# Nieuw Amsterdam (Schiff, 1938)
Die Nieuw Amsterdam war ein Dampfturbinenschiff der Holland-America Line und zeitweise deren Flaggschiff.

## Geschichte
Die Nieuw Amsterdam wurde im Mai 1938 in Dienst gestellt; die Kiellegung hatte am 5. Januar 1936 stattgefunden und die Schiffstaufe durch Königin Wilhelmina am 10. April 1937. Die Nieuw Amsterdam war damals das größte je in den Niederlanden gebaute Schiff. Sie wurde komplett im Art-Déco-Stil ausgestattet, das ausschließlich künstlich erleuchtete Hauptrestaurant war mit Muranoglas geschmückt und die Säulen darin waren mit Blattgold überzogen. Die Jungfernfahrt begann am 10. Mai 1938 in Rotterdam und führte über Boulogne-sur-Mer und Southampton nach New York. Ihre letzte bestimmungsgemäße Fahrt vor der Nutzung als Truppentransporter trat die Nieuw Amsterdam am 22. November 1939 an; danach verblieb sie in New York und wurde nur für kürzere Strecken genutzt, um sie aus dem Kriegsgeschehen herauszuhalten.
Erst im September 1940 wurde sie dem britischen Kriegsministerium zur Verfügung gestellt, das sie nach Halifax beorderte, wo sie zum Truppentransporter umgebaut wurde. Ihre gesamte luxuriöse Innenausstattung wurde entfernt und der bislang schwarze Anstrich ihres Rumpfes wurde durch einen feldgrauen ersetzt. Weil die Zeit drängte und die Alliierten Truppen von Neuseeland und Australien in den Mittleren Osten transportieren mussten, wurde das Schiff unbewaffnet auf seine erste Reise im Kriegsdienst geschickt. Erst in Singapur wurden 36 Geschütze installiert. Im Januar 1941 wurde die Nieuw Amsterdam eingesetzt, um im Konvoi mit der Queen Mary, der Mauretania, der Aquitania und der Empress of Britain and Andes Truppen aus Australien abzuholen. Sie verkehrte danach zwischen Sues und Durban. Nach der Bombardierung von Pearl Harbor wurde sie im Indischen und Pazifischen Ozean eingesetzt. Eine U-Boot-Attacke an Weihnachten 1944 vor Halifax wurde wohl rechtzeitig erkannt. Zerstörer, die die Nieuw Amsterdam begleiteten, schwärmten aus, und es ist anzunehmen, dass sie das feindliche U-Boot versenkten. Im letzten Kriegsjahr transportierte die Nieuw Amsterdam kanadische und US-Truppen nach Schottland.
Nach dem Krieg wurde das Schiff zunächst genutzt, um niederländische Staatsbürger aus Westindien heimzuholen. Am 10. April 1946 kehrte es, nun wieder im Besitz der Holland-America Line, in seinen Heimathafen Rotterdam zurück und am 22. Mai wurde es seinen Erbauern übergeben, um die Umgestaltungen, die der Kriegseinsatz mit sich gebracht hatte, rückgängig machen zu lassen. Die Möbel waren in San Francisco eingelagert gewesen, doch nun erwies sich, dass diese sechs Jahre nicht ohne Spuren an der Schiffsausstattung vorbeigegangen waren. 3000 Stühle und 500 Tische mussten aufgearbeitet, und zahlreiche Möbel komplett ersetzt werden. Alle 374 Badezimmer mussten ersetzt werden und die hölzernen Teile der Ausstattung, die über und über mit Schnitzereien der transportierten Soldaten verziert waren, mussten ausgetauscht werden. Am 29. Oktober 1947 war das Schiff jedoch wieder bereit, seine ursprüngliche Bestimmung zu erfüllen. Es hatte nun 36.667 Bruttoregistertonnen.
Von 1947 bis 1971 versah die Nieuw Amsterdam den Liniendienst zwischen Rotterdam und New York und diente auch als Kreuzfahrtschiff. Sie erfreute sich weiterhin großer Beliebtheit; dennoch wurde sie 1956 noch einmal modernisiert. Unter anderem wurde eine Klimatisierung für das ganze Schiff ermöglicht, und der Rumpf wurde dem neuen Farbkonzept der HAL folgend grau gestrichen. 1961 wurde sie nochmals saniert; ab diesem Zeitpunkt gab es nur noch Kabinen Erster Klasse und der Touristenklasse, die Dritte Klasse war weggefallen. Das Schiff mit den elf Decks und Innen- und Außenpool hatte nun 36.982 Bruttoregistertonnen. Äußerlich hatte es sich durch die langen Panoramafenster verändert, die in seine Seiten geschnitten worden waren. 1967 wurden neue Kessel eingebaut, weil sich immer mehr Probleme im Fahrbetrieb zeigten. Am 8. November 1972 startete die Nieuw Amsterdam zu ihrer letzten Fahrt im Liniendienst, danach wurde sie nur noch für Kreuzfahrten verwendet. Ab September 1972 fuhr das Schiff unter der Flagge der Antillen. Doch wegen deutlicher Altersschwäche endete auch der Kreuzfahrtbetrieb am 17. Dezember 1973. Am 2. März 1974 erreichte die Nieuw Amsterdam die Abwrackwerft in Kaohsiung in Taiwan, wo sie in der Folgezeit verschrottet wurde.

## Weitere Schiffe namensNieuw Amsterdam
Den Namen Nieuw Amsterdam haben noch weitere Schiffe der Holland-America Line getragen:
- Nieuw Amsterdam (Schiff, 1906)
- Nieuw Amsterdam (Schiff, 1983)
- Nieuw Amsterdam (Schiff, 2010)

## Verwendung als Firmenlogo

Die Nieuw Amsterdam im Firmenlogo

Die Silhouette der Nieuw Amsterdam ist im Firmenlogo der HAL zu sehen.

## Bekannte Fahrgäste
Thomas und Katia Mann benutzten die Nieuw Amsterdam, als sie im Jahr 1938 in die USA übersiedelten. Sie gingen am 17. September 1938 in Boulogne an Bord. Außerdem reisten unter anderem Albert Schweitzer, Katharine Hepburn, Rita Hayworth und Spencer Tracy auf diesem Schiff. Während des Zweiten Weltkriegs nutzte die griechische Königsfamilie das Schiff, um ins Exil nach Südafrika zu fahren.

## Sonstiges
Ein Schreiber-Bogen, mit dem ein Modell der Nieuw Amsterdam im Maßstab 1:400 gebaut werden kann, ist im Handel erhältlich, auch andere Modelle und Bausätze sind zu kaufen.
Im Film "Die Faust im Nacken" ist das Schiff gleich in der allerersten Szene im Hintergrund zu sehen.